# Шестень
Шестень — левый приток реки Уж, протекающий по Коростенскому району (Житомирская область).

## География
Длина — 21 или 24 км (6 км в Лугинском, 18 км в Коростенском). Площадь бассейна — 146 км². Русло реки (отметки уреза воды) в среднем течении (западнее села Васиьковичи) находится на высоте 154,9 м над уровнем моря. На реке в нижнем течении (между сёлами Ходаки и Купеч) создано водохранилище, где земляная плотина длиной 200 м и шириной 5 м. 
Берёт начало северо-восточнее Соловьи. Река течёт на северо-запад, в приустьевой части — северо-запад. Впадает в реку Уж (на 149-м км от её устья) западнее села Межиречка. 
Пойма очагами занята лесами, болотами и лугами. 
Притоки (от истока к устью):
1. Золотковка левый
2. Граничевка правый

Населённые пункты на реке (от истока к устью):
Лугинский район
нет
Коростенский район — Коростенская городская община
1. Васьковичи